# Trombone Shorty
Trombone Shorty, pseudonimo di Troy Michael Andrews (New Orleans, 2 gennaio 1986), è un trombonista e trombettista statunitense.
Il suo genere spazia dal jazz, al funk fino al rock e all'hip hop. Ha iniziato a suonare il trombone all'età di sei anni e dal 2009 si esibisce insieme al suo gruppo, gli Orleans Avenue.

## Biografia

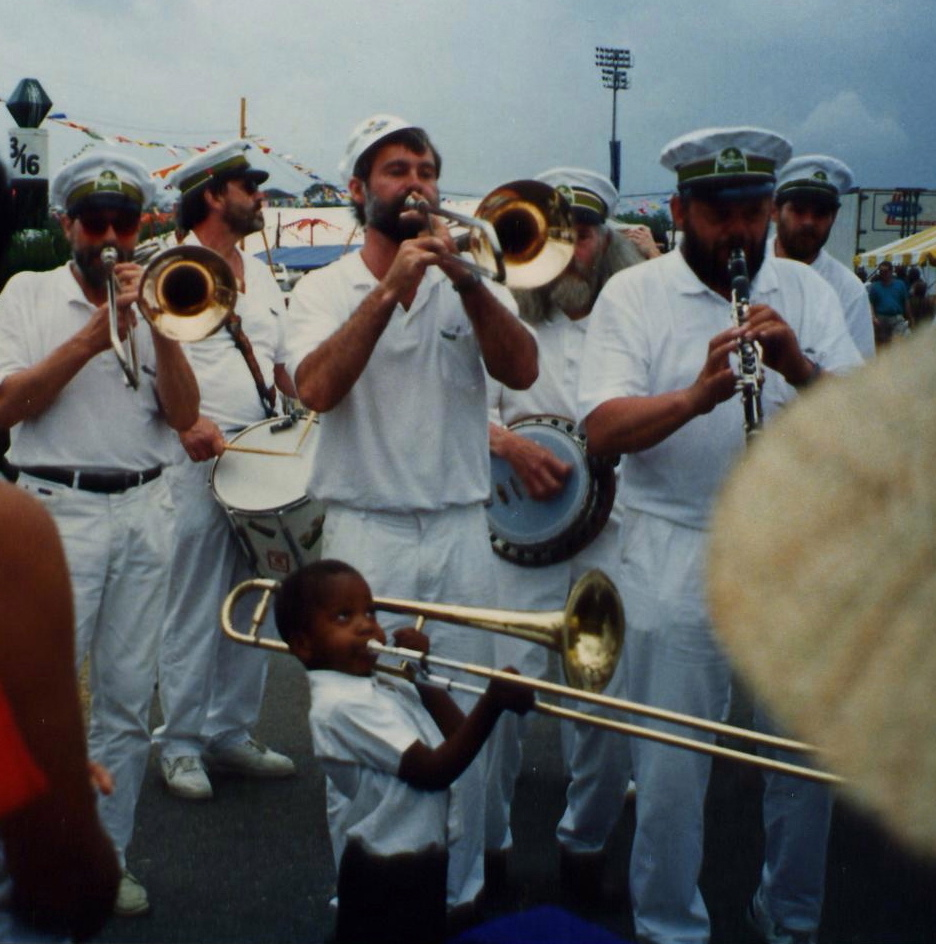
Troy Andrews (al trombone, in basso al centro) insieme alla "Carlsberg Brass Band" danese al New Orleans Jazz & Heritage Festival, nel 1991.

Troy Andrews è nato a Tremé, un sobborgo di New Orleans, il 2 gennaio del 1986. Suo fratello James è anch'egli musicista e il loro nonno era il famoso cantante R&B Jessie Hill. Ha trascorso la sua giovinezza nella città natale e ha iniziato a suonare il trombone già in tenera età. Da bambino ha partecipato ad alcune parate insieme a bande musicali e a sei anni era già leader di un gruppo. Da ragazzo è stato membro della Stooges Brass Band, con la quale ha registrato un CD, e ha studiato presso il New Orleans Center for Creative Arts. Nel 2005 ha suonato in supporto al tour di Lenny Kravitz e insieme ad altri artisti fra cui gli Aerosmith.
In seguito all'alluvione che aveva colpito la sua città nell'agosto del 2005 Andrews e altri artisti di New Orleans hanno partecipato all'incisione di un disco di beneficenza a Austin, in Texas, e nel 2006 a Londra ha iniziato a lavorare insieme al produttore Bob Ezrin e agli U2 agli Abbey Road Studios. Questa iniziale collaborazione lo porterà poi a esibirsi insieme ai Green Day al Mercedes-Benz Superdome durante lo show di apertura del Monday Night Football. Verso la fine dell'anno è apparso inoltre nella serie televisiva Studio 60 on the Sunset Strip, dove in compagnia di alcuni musicisti ha suonato il classico canto di Natale Oh Holy Night. La NBC ha pubblicato il pezzo come singolo e lo ha reso disponibile gratuitamente su internet.
Nel 2007 la rivista OffBeat lo ha nominato suo miglior artista dell'anno e lo ha annoverato come uno dei migliori musicisti jazz contemporanei. Nello stesso anno ha inoltre collaborato alla realizzazione di un disco tributo a Fats Domino.
A partire dal 2009 ha portato avanti un suo progetto, gli Orleans Avenue, insieme ai musicisti Mike Ballard (basso), Dan Oestreicher (sax baritono), Tim McFatter (sax tenore), Pete Murano (chitarra elettrica), Joey Peebles (batteria) e Dwayne "Big D" Williams (percussioni). Il gruppo mischia elementi jazz, funk, rap e rock.
È anche apparso in quattro episodi della serie televisiva Treme (2010).
Nel 2010 ha pubblicato l'album Backatown, che è rimasto al primo posto della classifica di Billboard dedicata al jazz contemporaneo per nove settimane consecutive. In seguito è partito in tournée assieme agli Orleans Avenue in Nord America, Europa, Giappone e Brasile, anche come supporto a Jeff Beck nel Regno Unito e alla Dave Matthews Band negli USA. Si sono inoltre esibiti in diversi show televisivi tra cui Conan, il David Letterman Show, il Tonight Show, Jimmy Kimmel Live!, Bonnaroo e Austin City Limits. Ha collaborato con i Galactic, con Eric Clapton, con Lenny Kravitz e Dr. John.
Nel settembre del 2011 viene pubblicato For True come seguito di Backatown. Alla sua realizzazione hanno contribuito anche la Rebirth Brass Band, Jeff Beck, Warren Haynes, Stanton Moore, Kid Rock, Ben Ellman e Lenny Kravitz.
L'8 gennaio 2012 ha suonato l'inno nazionale statunitense prima del playoff di football americano fra i New York Giants e gli Atlanta Falcons.
Supporterà con gli Orleans Avenue i Foo Fighters nelle loro due date italiane a Casalecchio di Reno e a Torino nel novembre 2015. 
Nel 2015 partecipa in veste di "doppiatore" al film Snoopy & Friends - Il film dei Peanuts, fornendo la "voce" agli adulti presenti nel film, realizzate con il classico suono del trombone come negli adattamenti animati degli anni 60-70.

## Discografia

### Album in studio
- It's About Time, 2003 (nella Stooges Brass Band)
- Trombone Shorty's Swingin' Gate, Louisiana Red Hot Records, 2002 (Troy Andrews)
- 12 & Shorty, Keep Swingin' Records, 2004 (James & Troy Andrews)
- The End of the Beginning, Treme Records, 2005 (The Troy Andrews Quintet)
- Trombone Shorty Meets Lionel Ferbos (Trombone Shorty & Lionel Ferbos)
- Orleans & Claiborne, Treme Records, 2005 (Troy "Trombone Shorty" Andrews & Orleans Avenue)
- Backatown, Verve Forecast Records, 2010 (Trombone Shorty)
- For True, Verve Forecast Records, 2011
- Say That to Say This, Verve Forecast Records, 2013 (Trombone Shorty)
- Parking Lot Symphony, 2017
- Lifted, 2022

### Live
- Live at the 2004 New Orleans Jazz & Heritage Festival, MunckMix, 2004 (Troy Andrews & Orleans Avenue)
- Live at the 2006 New Orleans Jazz & Heritage Festival, MunckMix, 2006 (Troy "Trombone Shorty" Andrews)
- Live at the 2007 New Orleans Jazz & Heritage Festival, MunckMix, 2007 (Troy "Trombone Shorty" Andrews)
- Live at the 2008 New Orleans Jazz & Heritage Festival, MunckMix, 2008 (Trombone Shorty & Orleans Avenue)

### Come musicista di supporto
- 2011 - Rock 'n' Roll Party (Honoring Les Paul) - Jeff Beck - Atlantic Records.
- 2010 - Cineramascope (feat. Corey Henry) - Galactic.
- 2008 - Tufflove - Galactic
- 2007 - Goin' Home: A Tribute to Fats Domino (Vanguard)
- 2007 - Marsalis Music Honors Bob French - Bob French (Marsalis Music)
- 2007 - Oh, My NOLA - Harry Connick, Jr. (Sony/Columbia)
- 2006 - The Saints Are Coming - U2 and Green Day (Mercury Records) in The Saints are Coming (Live from New Orleans)
- 2006 - Hey Troy, Your Mama's Calling You and Where Y'At, The New Orleans Social Club (Burgundy Records/Honey Darling Records)
- 2004 - The Same Pocket, Vol. 1 - The BlueBrass Project (Meantime Lounge Records)

## Filmografia
- Make It Funky! (2005, Sony Pictures Entertainment)
- Studio 60 on the Sunset Strip episodio The Christmas Show (2006, Warner Bros. Entertainment)
- Trombone Shorty documentario/cortometraggio (2008 FXF productions)

Treme serie tv, HBO (2010–2011)
Foo Fighters: Sonic Highways